# Oh, Jeff...I Love You, Too...But...
Oh, Jeff...I Love You, Too...But... est un tableau du peintre américain Roy Lichtenstein réalisé en 1964. Exécutée sur toile à la peinture à l'huile et au Magna, cette œuvre pop représente dans le style d'une bande dessinée une jeune femme blonde tenant à deux mains un combiné téléphonique, un phylactère nous apprenant qu'elle est en conversation avec un certain Jeff qui vient de lui faire une déclaration d'amour. Cette peinture est conservée au sein d'une collection privée.